# Glenn Ford

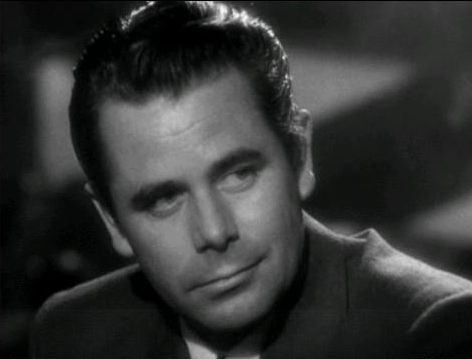
Glenn Ford în 1953

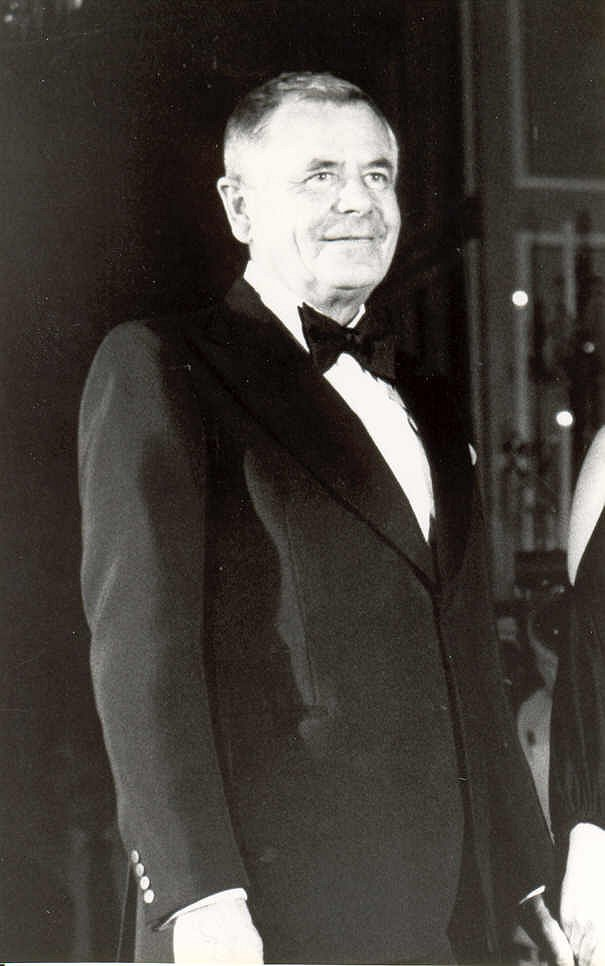
Glenn Ford în 1979

Glenn Ford (născut Gwyllyn Samuel Newton Ford la 1 mai 1916 – d. 30 august 2006) a fost un popular actor de film american de origine canadiană a cărui carieră a durat peste 50 de ani. Tatăl său, antreprenor, deținea printre altele, o companie în localitatea Glenford–Ohio unde Ford și-a petrecut cea mai mare parte a copilăriei. Numele lui de scenă este, prin urmare, o reminiscență din copilărie.
S-a lansat ca partener al Ritei Hayworth.

## Filmografie

### Anii 1930-1940
- 1937 Night in Manhattan, on-camera host - Emcee
- 1939 Paradisul cu sârmă ghimpată (Heaven with a Barbed Wire Fence), regia Ricardo Cortez - Joe
- 1939 My Son Is Guilty - Barney
- 1940 Femeia osândită (Convicted Woman), regia Nick Grinde - Jim Brent (reporter)
- 1940 Men Without Souls - Johnny Adams
- 1940 Babies for Sale - Steve Burton aka Oscar Hanson
- 1940 The Lady in Question - Pierre Morestan
- 1940 Blondie Plays Cupid - Charlie
- 1941 So Ends Our Night - Ludwig Kern
- 1941 Texas, regia George Marshall - Tod Ramsey
- 1941 Go West, Young Lady - Sheriff Tex Miller
- 1942 The Adventures of Martin Eden - Martin Eden
- 1942 Locotenent aviator (Flight Lieutenant), regia Sidney Salkow - Danny Doyle
- 1943 The Desperadoes - Cheyenne Rogers
- 1943 Distrugătorul (Destroyer), regia William A. Seiter - Mickey Donohue
- 1943 Guadalcanal - Marine Extra (uncredited)
- 1946 Gilda, regia Charles Vidor - Johnny Farrell / Narrator
- 1946 Viață furată (A Stolen Life), regia Curtis Bernhardt - Bill Emerson
- 1946 Drum spre înălțimi (Gallant Journey), regia William Wellman - John Joseph Montgomery
- 1947 Framed - Mike Lambert
- 1948 The Mating of Millie - Doug Andrews
- 1948 Omul din Colorado (The Man from Colorado), regia Henry Levin - Col. Owen Devereaux
- 1948 The Loves of Carmen - Don José Lizarabengoa
- 1948 The Return of October - Prof. Bentley Bassett Jr.
- 1949 The Undercover Man - Frank Warren
- 1949 Furia aurului (Lust for Gold), regia Sylvan Simon - Jacob "Dutch" Walz
- 1949 Mr. Soft Touch - Joe Miracle
- 1949 The Doctor and the Girl - Dr. Michael Corday

### Anii 1950
- 1950 The White Tower - Martin Ordway
- 1950 Vinovatul (Convicted), regia Henry Levin - Joe Hufford
- 1950 The Flying Missile - Cmdr. William A. Talbot
- 1951 The Redhead and the Cowboy - Gil Kyle
- 1951 După soare (Follow the Sun), regia Sidney Lanfield - Ben Hogan
- 1951 The Secret of Convict Lake- Jim Canfield
- 1952 The Green Glove - Michael "Mike" Blake
- 1952 Young Man With Ideas - Maxwell Webster
- 1952 Doamna din Trinidad (Affair in Trinidad), regia Vincent Sherman - Steve Emery
- 1953 Time Bomb aka Terror on a Train - Maj. Peter Lyncort
- 1953 The Man from the Alamo - John Stroud
- 1953 Plunder of the Sun - Al Colby
- 1953 Drumul demnității (The Big Heat), regia Fritz Lang - Det. Sgt. Dave Bannion
- 1953 Appointment in Honduras - Steve Corbett
- 1954 City Story (scurtmetraj) - Narator
- 1954 Dorința umană (Human Desire), regia Fritz Lang - Jeff Warren
- 1955 The Americano - Sam Dent
- 1955 Înfrângerea lui L. Wilkison (The Violent Men), regia Rudolph Maté
- 1955 Sămânța violenței (Blackboard Jungle), regia Richard Brooks - Richard Dadier
- 1955 Interrupted Melody - Dr. Thomas "Tom" King
- 1955 Trial - David Blake
- 1956 Ransom! - David G. "Dave" Stannard
- 1956 Jubal, regia Delmer Daves - Jubal Troop
- 1956 Ultimul pistolar din Cross Creek (The Fastest Gun Alive), regia Russell Rouse - George Temple / George Kelby, Jr.
- 1956 Mica ceainărie (The Teahouse of the August Moon), regia Daniel Mann - Cpt. Fisby
- 1957 Trenul de 3 și 10 spre Yuma (3:10 to Yuma), regia Delmer Daves - Ben Wade
- 1957 Don't Go Near the Water - Lt. J.G. Max Siegel
- 1958 - Cowboy - Tom Reese
- 1958 Valea prafului de pușcă (The Sheepman), regia George Marshall - Jason Sweet
- 1958 Imitation General - MSgt. Murphy Savage
- 1958 Torpedo Run - Lt. Cmdr. Barney Doyle
- 1959 It Started with a Kiss - Sgt. Joe Fitzpatrick
- 1959 The Gazebo - Elliott Nash

### Anii 1960
- 1960 Cimarron, regia Anthony Mann - Yancey "Cimarron" Cravat
- 1961 Cry for Happy - CPO Andy Cyphers
- 1961 O poveste ca în filme (Pocketful of Miracles), regia Frank Capra - Dave "the Dude" Conway
- 1962 Cei patru cavaleri ai apocalipsului (Four Horsemen of the Apocalypse), regia Vincente Minnelli - Julio Desnoyers
- 1962 Experiment în Teroare - John "Rip" Ripley
- 1963 Cum să-l însor pe tata (The Courtship of Eddie's Father), regia Vincente Minnelli - Tom Corbett
- 1963 Love Is a Ball - John Lathrop Davis
- 1964 Advance to the Rear - Cpt. Jared Heath
- 1964 Misterioasa prăbușire (Fate Is the Hunter), regia Ralph Nelson - Sam C. McBane
- 1964 Dear Heart - Harry Mork
- 1965 The Rounders - Ben Jones
- 1965 Ispita banului (The Money Trap), regia Burt Kennedy - Joe Baron
- 1966 Arde Parisul? (Paris brûle-t-il?), regia René Clément - Lt. Gen. Omar N. Bradley
- 1966 Rage - Doc Reuben
- 1967 Lungul drum către casă (A Time for Killing), regia George Hamilton - Maj. Tom Wolcott
- 1967 The Last Challenge (The Last Challenge), regia Richard Thorpe - Marshal Dan Blaine
- 1968 Ziua apașilor (Day of the Evil Gun), regia Jerry Thorpe -s Lorne Warfield
- 1969 Smith! - Smith
- 1969 Heaven with a Gun - Jim Killian / Pastor Jim

### Anii 1970
- 1970 The Brotherhood of the Bell (film TV) - Prof. Andrew Patterson
- 1971 Cade's County (TV) - Sam Cade
- 1973 Jarrett (TV) - Sam Jarrett
- 1973 Santee - Santee
- 1974 Target: Eva Jones
- 1974 The Greatest Gift (TV) - Rev. Holvak
- 1974 Punch and Jody (TV) - Peter "Punch" Travers
- 1974 The Disappearance of Flight 412 (TV) - Col. Pete Moore
- 1975 The Family Holvak (TV) - Rev. Tom Holvak
- 1976 Bătălia de la Midway (Midway), regia Jack Smight - Raymond A. Spruance
- 1976 Once an Eagle (TV mini-series) - Gen. George Caldwell
- 1977 The 3,000 Mile Chase (TV) - Paul Dvorak / Leonard Staveck
- 1978 Evening in Byzantium (TV) - Jesse Craig
- 1978 Superman - Jonathan Kent
- 1979 Oaspetele (The Visitor) - Det. Jake Durham
- 1979 The Sacketts (TV) - Tom Sunday
- 1979 Beggarman, Thief (TV) - David Donnelly
- 1979 The Gift (TV) - Billy Devlin
- 1979 Day of the Assassin - Christakis
- 1979 Vestul sălbatic (The Wild West), regia Laurence Joachim

### Anii 1980
- 1980 Virus - President Richardson
- 1981 Happy Birthday to Me - Dr. David Faraday
- 1981 Superman II (opening title flashback - uncredited) - Jonathan Kent
- 1986 My Town (TV) - Lucas Wheeler
- 1989 Casablanca Express - Major Gen. Williams

### Anii 1990
- 1990 Border Shootout - Sheriff John Danaher
- 1991 Raw Nerve - Cpt. Gavin
- 1991 Final Verdict (TV) - Rev. Rogers